# 久喜宮村
久喜宮村（くぐみやむら）は、福岡県朝倉郡にあった村。現在の朝倉市の一部。

## 地理
筑後川の中流右岸で、北は山地、南は平野に位置していた。

## 歴史

### 沿革
- 1889年（明治22年）4月1日 - 町村制の施行により、上座郡久喜宮村、若市村、古賀村、寒水村が合併して村制施行し、久喜宮村が発足[1][2]。
- 1896年（明治29年）4月1日 - 郡の統合により朝倉郡に所属[1][3]。
- 1951年（昭和26年）4月1日 - 朝倉郡杷木町、松末村、志波村と合併し、杷木町が存続して廃止された[1][2]

### 地名の由来
久喜宮村が合併村の中で大きい村で、古来より知られている地名のため。

## 産業
主要産業は米、小麦などを主とする農業。